# شيس ستون
شيس ستون (بالإنجليزية: Chic Stone)‏ هو فنان قصص مصورة أمريكي، ولد في 4 يناير 1923 في نيويورك في الولايات المتحدة، وتوفي في 28 يوليو 2000 في براتفيل في الولايات المتحدة.